# Apostolache, Prahova
Apostolache (în trecut, Măstănești) este satul de reședință al comunei cu același nume din județul Prahova, Muntenia, România.
Așezarea este atestată documentar în anul 1592.
Satul s-a numit Măstănești până în 1594, când comisul Apostolache și soția sa Voichița au înființat un schit ortodox în localitate. Schitul a dispărut, biserica sa devenind biserică de mir, fiind deservită la 1898 de 2 preoți. Tot atunci, satul avea 285 de locuitori.